# 1940 en chimie
Cet article présente les faits marquants de l'année 1940 en chimie.

## Évènements
- Les microbiologistes américains Selman Waksman et Harold Boyd Woodruff isolent l'actinomycine D, un antibiotique polypeptidique anticancéreux[1].
- 13 février : rapport de Frédéric Joliot-Curie au ministre de l'armement  français Raoul Dautry sur la nécessité d'obtenir de l'eau lourde pour l'utiliser comme modérateur de réaction nucléaire en chaîne. Le 26 février Raoul Dautry envoie en mission en Norvège Jacques Allier qui obtient le 4 mars d'Axel Aubert 185 litres d'eau lourde de la société Norsk Hydro qui sont convoyés de l'usine de Vemork vers la France[2].
- 27 février : découverte du carbone 14 par le chimistes américains Martin Kamen et Samuel Ruben[3].
- 28 et 29 février : Le physicien John R. Dunning (en) de l'Université Columbia, collaborateur de Niels Bohr, parvient pour la première fois à séparer l’uranium 235 et l’uranium 238, un progrès déterminant pour les travaux sur la fission nucléaire[4].
- 27 mai : les physiciens de l'université de Berkeley Edwin McMillan et Philip Abelson publient leur découverte du neptunium, premier élément transuranien, le plus léger et le premier synthétisé, dans la Physical Review[5]. Il est le produit de la fission de l'uranium. McMillan fonde un laboratoire à Berkley où seront découverts plusieurs nouveaux éléments et isotopes[6].
- 18 juin : les physiciens du « groupe de Paris » Hans Halban et Lew Kowarski s’embarquent en direction de Southampton où il convoient la totalité du stock mondial d’eau lourde, nécessaire à la recherche nucléaire. Ce stock, cédé par la Norsk Hydro, échappe ainsi aux Allemands[2].
- 15 octobre : dans un article publié dans la Physical Review, les physiciens Dale R. Corson, Kenneth Ross MacKenzie et Emilio Segrè de l'université de Berkeley annoncent qu'ils ont synthétisé pour la première fois l'Astate (At), élément chimique de numéro atomique 85[7].
- 14 décembre : Glenn T. Seaborg, Edwin McMillan, Joseph W. Kennedy et Arthur Wahl isolent le plutonium[8].

## Prix
- Médaille Garvan-Olin : Mary Engle Pennington[9]
- ACS Award in Pure Chemistry : Lawrence O. Brockway[10]
- Médaille Davy : Harold Clayton Urey pour l'isolation du deutérium, l'isotope lourd de l'hydrogène, et pour ses travaux sur cet isotope et d'autres en suivant le cours détaillé des réactions chimiques[11],[12].
- Médaille William-H.-Nichols : John M. Nelson[13]

## Naissances
- 15 janvier : David Dolphin, biochimiste canadien.
- 16 janvier : Reinhart Ahlrichs, chimiste théoricien allemand.
- 20 mai : Otto Rössler, biochimiste et scientifique allemand.
- 10 août : Peter William Atkins, chimiste et professeur de chimie britannique.
- 23 août : Thomas Steitz, biologiste moléculaire américain, prix Nobel de chimie en 2009.
- 14 décembre[14] : Sérgio Trindade (mort en 2020), ingénieur chimiste et chercheur brésilien.

## Décès
- 20 janvier[15] : Alexandre Desgrez (né en 1863), médecin, chimiste, hydrologiste et climatologue français.
- 21 avril[16] : Alphonse Seyewetz (né en 1869), chimiste français.
- 26 avril[17] : Carl Bosch (né en 1874), ingénieur et chimiste allemand.
- 17 juin[18] : Arthur Harden (né en 1865), biochimiste anglais, co-lauréat du prix Nobel de chimie de 1929 avec Hans von Euler-Chelpin « pour leurs recherches sur la fermentation du sucre et des enzymes de fermentation[19] ».
- 4 août[20] : James Flack Norris (né en 1871), chimiste américain.
- 24 septembre : Edmund von Lippmann (né en 1857), historien des sciences et chimiste allemand.